# Hirnyzke (Nikopol)
Hirnyzke (ukrainisch Гірницьке; russisch Горняцкое Gornjazkoje) ist eine Siedlung städtischen Typs in der ukrainischen Oblast Dnipropetrowsk mit 363 Einwohnern (2012).
Das 1886 gegründete Dorf besitzt seit 1956 des Status einer Siedlung städtischen Typs.

## Geographie
Die Siedlung befindet sich in der zentralukrainischen Oblast Dnipropetrowsk, 13 km nordöstlich von Pokrow am Ufer der 56 km langen Solona (Солона), einem Nebenfluss des Basawluk.
Am 23. November 2018 wurde die Siedlung ein Teil der neugegründeten Stadtgemeinde Pokrow, bis dahin war sie ein Teil der Stadtratsgemeinde Pokrow unter Oblastverwaltung im Südwesten des ihn umgebenden Rajons Nikopol.
Am 17. Juli 2020 kam es im Zuge einer großen Rajonsreform zum Anschluss des Rajonsgebietes an den Rajon Nikopol.